# Tōshirō Hitsugaya
Tōshirō Hitsugaya (jap. 日番谷冬獅郎 Hitsugaya Tōshirō) – postać występująca w mandze i anime Bleach. Jest on dowódcą 10 dywizji w Gotei 13. Hitsugaya jest jedną z dwóch najważniejszych postaci w filmie animowanym „Bleach: The DiamondDust Rebelion”.

## Wygląd
Hitsugaya jest niski, ma turkusowe oczy i krótkie, białe włosy, przez co zwraca na siebie uwagę w ludzkim świecie. Nosi zwyczajny kapitański płaszcz (haori) bez rękawów z zieloną wstęgą przewieszoną przez jego ramiona, która jest trzymana przez okrągłą spinkę. Wstęga utrzymuje pochwę miecza na plecach. Według standardów Shinigami jest bardzo młody i wygląda na dziecko. W ludzkim świecie nosi czarny podkoszulek i szare spodnie, pokazał się również w mundurku szkolnym z liceum Karakury.

## Zanpakutō
Jego broń to Hyōrinmaru (jap. 氷輪丸; Lodowy krąg) – najpotężniejszy Zanpakutō wykorzystujący siłę lodu. Zapieczętowany wygląda jak zwykła katana (z wyjątkiem tsuby, która ma kształt czteroramiennej gwiazdy).

### Shikai
Jego moc uwalnia się gdy Hitsugaya wypowiada słowa Spocznij na zamarzniętych niebiosach, Hyōrinmaru (jap. 霜天に坐せ氷輪丸 Sōten ni zase, Hyōrinmaru). Do jego możliwości należy kontrolowanie lodu i wody. Dzięki niemu Hitsugaya może stworzyć lodowy twór przypominający kształtem smoka, który zamraża wszystko z czym się zetknie.

### Bankai
Forma bankai nazywa się Daiguren Hyōrinmaru (jap. 大紅蓮氷輪丸; Wielki karmazynowy Hyōrinmaru). Przy jej użyciu tworzą się lodowe skrzydła, a wokół ramienia i ostrza miecza lodowy smok. Za plecami Tōshirō pojawiają się trzy „kwiaty”, które wyznaczają czas, przez jaki Hitsugaya może korzystać z tej formy. Kiedy wszystkie kwiaty znikną, bankai rozpada się. Jest to spowodowane młodym wiekiem i nie tak dużym, jak w przypadku innych dowódców, doświadczeniem w walce.
W obrębie Bankai dysponuje on potężnym atakiem Sennen Hyōrō (jap. 千年氷牢; dosł. „Lodowe więzienie tysiąca lat"). Dookoła przeciwnika pojawiają się słupy lodu, a następnie go miażdżą. Inne ataki to: „Ryuosenka” (Kwiat smoczego gradu) – pozwala na zamrożenie i roztrzaskanie oponenta ugodzonego mieczem, Guncho Tsurara (Gromada sopli lodu) – materializują się ogromne, ostro zakończone sople wymierzone w przeciwnika, „Hyōten Hyakkasō” – z ogromnej, jaskrawej dziury spada śnieg, który dotykając kogokolwiek zamraża go. W efekcie, gdy opadnie sto płatków śniegu, możemy podziwiać ogromną kolumnę lodowych kwiatów.

## Odbiór
Tōshirō Hitsugaya został uznany ósmą najpopularniejszą postacią anime w 2005 roku. Rok później uplasował się na 9. miejscu. W czwartym sondażu popularności postaci Bleacha, organizowanym przez magazyn wydający mangę – Weekly Shōnen Jump, Tōshirō Hitsugaya zajął pierwsze miejsce. W 2007 roku magazyn Newtype uznał go 9. najlepszą postacią anime.